# Afroleptomydas kaokoensis
Afroleptomydas kaokoensis är en tvåvingeart som beskrevs av Hesse 1969. Afroleptomydas kaokoensis ingår i släktet Afroleptomydas och familjen Mydidae.
Artens utbredningsområde är Namibia. Inga underarter finns listade i Catalogue of Life.